# Type MSI
Les dragueurs de mines français de type MSI (Mine Sweeper Inlet) sont  des dragueurs de mines de petits fonds ou d'estuaire construits au Royaume-Uni.
 Les dragueurs de mines de type MSI se différencient des dragueurs côtiers de type MSC (Mine Sweeper Coastal) et des dragueurs de mines océaniques de type MSO (Mine Sweeper Ocean) d'abord par un déplacement plus faible et par le fait de travailler en eau peu profonde (4 à 10 mètres maxi), dans les ports, chenaux d'accès, canaux et voies fluviales.

## Service
À leur arrivée en France en 1955, ils sont affectés à la 16° DIDRA (DIvision de DRAgueurs) de Cherbourg ou la 26° DIDRA de Brest.
En 1962, Armoise rejoint la base navale de Toulon pour devenir une unité du Laboratoire de Détection Sous-Marine.
 
Après la dissolution des escadrilles de draguage en 1965, les unités sont reclassées bâtiments auxiliaires ou patrouilleurs. 

Elles sont affectées à diverses missions (Bateaux écoles, base de plongeurs démineurs, d'expérimentation ou de surveillance, baliseur, patrouilleurs de la gendarmerie maritime...)

## Conception
Les MSI sont construits en bois et les équipements métalliques sont en métaux non ferreux pour que la signature magnétique soit la plus faible possible.

La passerelle, totalement découverte, est sur l'avant de la mature qui se rabat vers l'arrière pour passer sous les ponts des cours d'eau.

Contrairement aux autres types de dragueurs de mines, ils n'ont pas de teugue, leur coque est "flush deck".
La plage arrière est dégagée pour recevoir les différents apparaux de dragage :
- 1 treuil pour la drague mécanique et 1 tambour sur lequel est enroulé la drague magnétique ;
- 4 bossoirs (2 à l'arrière et 2 au milieu) pour la mise à l'eau des différentes dragues à influences ;
- Diverses dragues : mécaniques, magnétiques, acoustiques et explosives ;
- 1 support de drôme : pneumatique 6 places (moteur hors-bord de 20 cv).

## Les unités
- M771 Tulipe  1954 - puis A737 - Bâtiment de surveillance maritime côtière- Désarmé le 20/04/1984.
- M772 Armoise 1955 - puis A741 - Bâtiment laboratoire de détection sous-marine - Désarmé en 1989.
- M773 Violette 1955 - puis P788 - Patrouilleur Gendarmerie maritime - Désarmé le 13/02/1987.
- M774 Œillet 1955 - puis A739 - Bateau école - Désarmé le 20/04/1984.
- M775 Pâquerette 1955 - puis P742- Patrouilleur de la Gendarmerie maritime - Désarmé le 15/06/1988.
- M776 Jasmin 1955 - puis P661 - Patrouilleur police des pêches et de la navigation - Désarmé le 09/01/1986.
- M781 Aubépine 1955 - Bâtiment de surveillance radiologique - Désarmé prématurément en 1971.
- M782 Capucine 1955 - puis A738 - Bateau école - Désarmé le 15/04/1984.
- M783 Hortensia 1955 - puis A 740 - Bateau école - Désarmé le 18/11/1983.
- M784 Géranium 1955 - puis P784 - Patrouilleur de la Gendarmerie maritime - Désarmé le 27/07/1987.
- M785 Hibiscus 1955 - puis A735 - Bâtiment de surveillance radiologique - Désarmé 21/02/1986.
- M786 Dahlia 1955 - puis A736 - Bâtiment de surveillance radiologique - Désarmé le 02/07/1990.
- M787 Jonquille 1955 - puis P787 - Patrouilleur de la Gendarmerie Maritime - Désarmé le 03/12/1984.
- M788 Myosotis 1955 - puis A710 - Bâtiment base de plongeurs démineurs - Désarmé le 06/06/1984.
- M789 Pétunia 1955 - puis P662 - Baliseur - Désarmé le 26/09/1986.